# ぷらっとバス

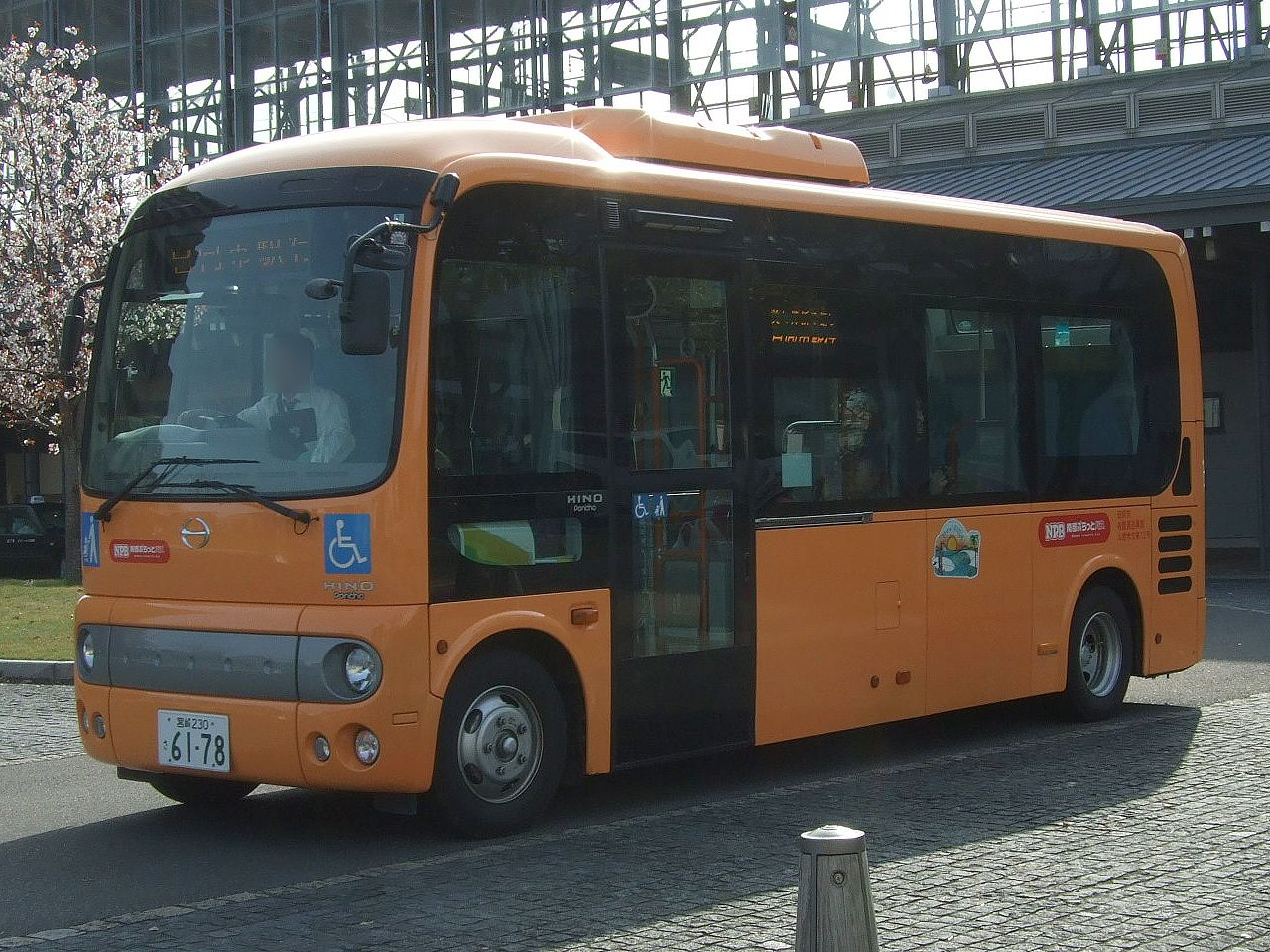
「南部ぷらっとバス」専用車両
日野・ポンチョ

ぷらっとバスは、宮崎県日向市が運行するコミュニティバスである。2002年4月1日運行開始。愛称は「ぷらっと出かけるときのバス」に由来する。管轄部署は市総合政策部総合政策課。
日向市のコミュニティバスは、主に中心市街地と周辺地域を運行する「ぷらっとバス」、中心市街地と市南部地域を結ぶ廃止代替バス「南部ぷらっとバス」、市南部地域で運行するデマンドバス「乗合バスなんぶ」、旧東郷町域で運行するデマンドバス「乗合バスとうごう」がある。いずれも運行形態は、市が保有する自家用自動車（白ナンバー）を用いた自家用有償旅客運送である。本項では、日向市が運営するすべてのコミュニティバスについて記述する。

## 沿革
- 2002年4月1日 - 「ぷらっとバス」運行開始[2]。
  - 運行開始当初は、東西南北の双方向循環4路線で、有限会社HIMAWARIに運行委託していた。
- 2009年4月1日 - 運行内容を大幅再編に変更[3]。
  - 「ぷらっとバス」の運行形態および路線を見直し。
  - 運行形態を道路運送法の規定に基づく自家用自動車有償運送に変更。
  - 路線を片方向循環の8路線に再編。
  - 「乗合バスなんぶ」「乗合バスとうごう」運行開始。
- 2016年4月1日 - 「南部ぷらっとバス」運行開始[4]。
- 2019年4月17日 - 「ぷらっとバス」「南部ぷらっとバス」の日祝日の運行を開始。

## 運賃・乗車券類
- 南部ぷらっとバスを除く各路線は均一運賃制で、大人（中学生以上）200円、小学生以下100円。障害者手帳等所持者は半額。1歳未満、及び保護者同伴の小学生未満2名までは無料。
- 南部ぷらっとバスは対キロ多区間制運賃で、乗車距離により200円、250円、300円の3段階。小学生、障害者手帳等所持者は半額。1歳未満、及び保護者同伴の小学生未満2名までは無料。
- 他の路線に乗り換える際には、1回だけ有効な「乗換割引券」を発行する。
- 11枚綴りの回数乗車券を販売している。
- 1か月用の定期乗車券を販売しており、単一路線用と全路線用がある。
- 一日乗車券を500円で販売しており、「南部ぷらっとバス」以外の全路線（均一運賃路線）で利用できる。

## ぷらっとバス
日向市駅東口を拠点に、市中心部とその周辺地域を運行するコミュニティバスである。2002年3月限りで市の「長寿定期乗車券」交付事業が廃止されたため、その代替として2002年4月1日に運行開始した。愛称名の「ぷらっとバス」は市民を対象に公募し選考により決定した。
運行開始当初は、有限会社HIMAWARIに委託して運行していたが、2009年4月の見直しの際に、道路運送法の規定に基づく自家用自動車（白ナンバー車）による有償運送に切り替えられた。

### 路線
東西南北に各2コース、計8コースがある（2017年4月3日改正時点）。各路線とも片方向循環で1日5本運行。各路線にフリー乗降区間が設けられている。路線によって一部の停留所に停車しない便がある。
東1コース
日向市駅東口 → 松岡内科前 → 鶴町2丁目 → 鶴町3丁目 → 吉森医院前 → 江良町1丁目 → 江良町2丁目 → 日知屋東小学校 → 曽根町3丁目 → 千代田病院前 → イオンタウン日向 → 平野町 → 中堀町3丁目 → 伊勢ヶ浜 → 浜町2丁目 → 浜町3丁目 → 大御神社 → 伊勢ヶ浜ニュータウン入口 → 櫛の山 → 櫛の山団地 → 櫛の山団地公園前 → 日知屋公民館 → 江良児童公園 → 江良町1丁目 → 新生町1丁目 → 原町街区公園前 → 鶴町2丁目 → 松岡内科前 → 日向市駅東口
※浜町2丁目 - 櫛の山団地間はフリー乗降区間
東2コース
日向市駅東口 → 松岡内科前 → 鶴町2丁目 → 鶴町3丁目 → 吉森医院前 → 江良町1丁目 → 江良町2丁目 → 日知屋東小学校 → 曽根町3丁目 → 千代田病院前 → イオンタウン日向 → 幡浦 → 水ヶ浦公園 → 幡浦 → 竹島 → 前幡 → 塩田 → 塩田団地入口 → 永江町3丁目 → 永江町2丁目 → 鶴町3丁目 → 鶴町2丁目 → 松岡内科前 → 日向市駅東口
※幡浦 - 水ヶ浦公園間はフリー乗降区間
南1コース
日向市駅東口 → 日向市役所 → 比良街区公園 → 比良コミュニティセンター → 比良町4丁目 → 愛宕神社 → 財光寺中学校 → ひまわり寮 → 秋山公民館 → 向洋台入口 → 山の田公民館 → 向洋台 → 向洋台入口 → 今給黎医院入口 → 三ツ枝団地入口 → ひよこ保育園入口 → マルイチ財光寺店前 → 沖町 → 沖の原 → 原町2丁目 → 松岡内科前 → 日向市駅東口
※比良コミュニティセンター - 向洋台間はフリー乗降区間
南2コース
日向市駅東口 → 松岡内科前 → かい外科整形外科前 → 長江交差点前 → 長江団地入口 → 南日本ハム前 → 日向自動車学校前 → ホームワイド財光寺店前 → 菜切 → 家村内科入口 → お倉ヶ浜総合公園入口 → 中の原 → 財光寺駅入口 → 往還 → 往還公民館 → 財光寺小学校 → 比良街区公園 → 県営川路団地 → 山下町 → 稲原眼科前 → 本町 → 日向市役所 → 日向市駅東口
※菜切 - 往還公民館間はフリー乗降区間
西1コース
日向市駅東口 → 日向商工会議所前 → 本町 → 文化交流センター → 総合福祉センター → 比良町5丁目 → 権現原 → 鮫島病院前 → 瀧井病院前 → 奥野入口 → 奥野集落センター → 奥野 → 小原（折返） → 奥野 → 奥野集落センター → 奥野入口 → 瀧井病院前 → 鮫島病院前 → 権現原 →  日向高校 → 比良町 → 比良街区公園 → 中原橋 → 稲原眼科前 → 本町 → 日向市役所 → 日向市駅東口
※奥野入口 - 小原間（往復）はフリー乗降区間
西2コース
日向市駅東口 → ルミエール日向前 → 春原町2丁目 → 西草場 → 八幡神社 → 本谷 → 本谷橋 → 冨高保育園 → 西川内営農センター → 観音菩薩 → 西川内 → 清掃センター入口 → 塩見小学校入口 → 水月寺 → 新財市 → 新財市住宅 → 新財市住宅入口 → 中原 → 高見橋 → 日向市役所 → 日向市駅東口
※西草場 - 新財市住宅間はフリー乗降区間
北1コース
日向市駅東口 → 日向市役所 → 市立図書館 → 春原町1丁目 → 春原町2丁目 → 西草場 → 花ヶ丘 → 花ヶ丘公民館 → 北町2丁目 → 迎洋園2丁目 → 迎洋園第2街区公園 → 日向台入口 → 日向台 → 不動寺 → 天生堂医院前 → なかむら内科循環器内科前 → 亀崎 → 亀崎4丁目 → 亀崎近隣公園前 → 日向消防署 → やまうち泌尿器科内科前 → 北町 → 日向商工会議所前 → 日向市駅東口
※西草場 - 亀崎間はフリー乗降区間
北2コース
日向市駅東口 → 和田病院前 → 尾崎眼科前 → 日向消防署 → 亀崎3丁目 → 大王谷コミュニティセンター → 亀崎東3丁目 → 大王谷中学校 → 大王谷市営住宅 → 大王谷市営住宅入口 → 大王谷運動公園入口 → 梶木公民館 → ミスターマックス日向ショッピングセンター → 曙橋 → 田屋敷児童公園 → 無田之原橋 → 向江町公民館 → 尾崎眼科前 → 和田病院前 → 日向市駅東口
※大王谷コミュニティセンター - 曙橋間はフリー乗降区間

## 南部ぷらっとバス
日向市中心部と南部の美々津地区を結んで運行するバス。宮崎交通のの一般路線バス（都農 - 日向間）廃止を受け、2016年4月1日より運行開始した廃止代替バスである。
1路線のみで、日向市駅東口を起点に日豊本線沿いに南下し、美々津駅から南方の美々津町を一周したあと同じ経路で日向市駅東口に戻るラケット型循環路線である。日向インターチェンジも経由する。この路線のみ運賃が区間制で、一日乗車券は使用できない。1日7本の運行であるが、始発便は美々津駅入口始発日向市駅東口行き、最終便は日向市駅東口始発落鹿行きとなる。

### 路線
日向市駅東口 → 日向商工会議所前 → 本町 → 日向市文化交流センター前 → 塩見橋 → 山下 → 五十猛神社前 → 沖町 → 松原 → マルイチ財光寺店前 → 切島山 → 木原 → 日向IC → 赤岩橋 → 日向工業高校前 → 美砂 → 土々呂毛 → 平岩 → お倉ヶ浜入口 → 宮の上 → 平岩小中学校入口 → 南日向駅 → 渡辺病院 → 天使幼稚園前 → 金ヶ浜公民館 → 金ヶ浜 → 金ヶ浜海水浴場 → ニュータウン下 → 眼鏡橋 → 日向サンパーク温泉 → 日向サンパーク温泉入口 → 幸脇入口 → 幸脇 → 橋の元 → 美々津小下 → 立縫の里 → 新町 → 石並 → 三股病院 → 川向 → 美々津駅 → 美々津駅入口 → 百町原 → 高松 → 宮の下 → 寺迫小下 → 高松運動公園 → 落鹿入口 → 落鹿 → JA日向美々津支店前 → 美々津駅 → （この間、日向市駅東口 → 美々津駅間と逆順） → 日向市駅東口
※渡辺病院 - 金ヶ浜公民館、幸脇入口 - 橋の元、立縫の里 - 三股病院、美々津駅入口 - JA日向美々津支店前の各区間はフリー乗降区間

## 乗合バスなんぶ
市南部の美々津・幸脇・平岩地域を運行する。事前予約があった便のみ運行するデマンドバスである。3路線あり、いずれも週1日のみ2往復が設定されている。日向交通協同組合が受託運行する。
「南部ぷらっとバス」との接続を考慮したダイヤとなっている。
寺迫庭田線（火曜日運行）
庭田（峠） - 吉牟田 - 中尾 - 宮の下 - 山ノ口 - 寺迫小下 - 高松 - 落鹿 - JA美々津支店 - 美々津駅 - 三股病院 - 美々津支所 - 日向サンパーク温泉
飯谷田の原線（水曜日運行）
長崎 - 田の原 - 笹尾 - 余瀬 - 鳥川 - 飯谷 - 別府 - 美々津小前 - 橋の元 - 三股病院 - 美々津駅 - 美々津支所 - 日向サンパーク温泉
鵜毛籾木線（木曜日運行）
楠群 - 日の平 - 鵜毛 - 籾木 - 金ヶ浜 - 渡辺病院 - 南日向駅 - 日向サンパーク温泉

## 乗合バスとうごう
旧東郷町域内を運行する。事前予約があった便のみ運行するデマンドバスである。5路線あり、いずれも週1日のみ2往復が設定されている。山陰タクシーが受託運行する。
全路線とも道の駅とうごうを発着もしくは経由し、日向市中心部との間を結ぶ宮崎交通の一般路線バスとの乗り換えが可能である。
田野羽坂線（月曜日運行）
稲葉野 - 蕨野 - 田野 - 樋田 - 日影道 - 深瀬 - 井尻 - 小長野 - 沖之水流 - 羽坂 - 硯野 - 道の駅 - 総合支所 - 東郷病院
仲深坪谷越表線（火曜日運行）
下渡川 - 中水流 - 田口八つ山 - 一松露 - 児洗 - 多武ノ木 - 仲崎 - 上野原 - 赤井笠 - 深谷 - 下水流 - 道の駅 - 総合支所 - 東郷病院
福瀬小野田線（水曜日運行）
鵜戸木 - 日田尾 - 広瀬 - 下村 - 上村 - 中野原 - 出口 - 小野田 - 東郷病院 - 総合支所 - 道の駅
仲深坪谷線（木曜日運行）
瀬平 - 一谷川橋 - 一谷原 - 本村 - 石原 - 野々崎 - 久居原 - 仲瀬 - 道の駅 - 総合支所 - 東郷病院
鶴野内迫野内八重原線（金曜日運行）
鹿瀬 - 西谷 - 東上 - 東下 - 地内 - 八重原 - 鶴野内 - 道の駅 - 総合支所 - 東郷病院

## 車両

### ぷらっとバス
自家用有償運送への移行時に導入された2台の日野・リエッセを使用しており、それぞれ青一色と緑一色に塗装されている。青色の車両は東コース・南コース、緑色の車両は西コース・北コースで使用する。

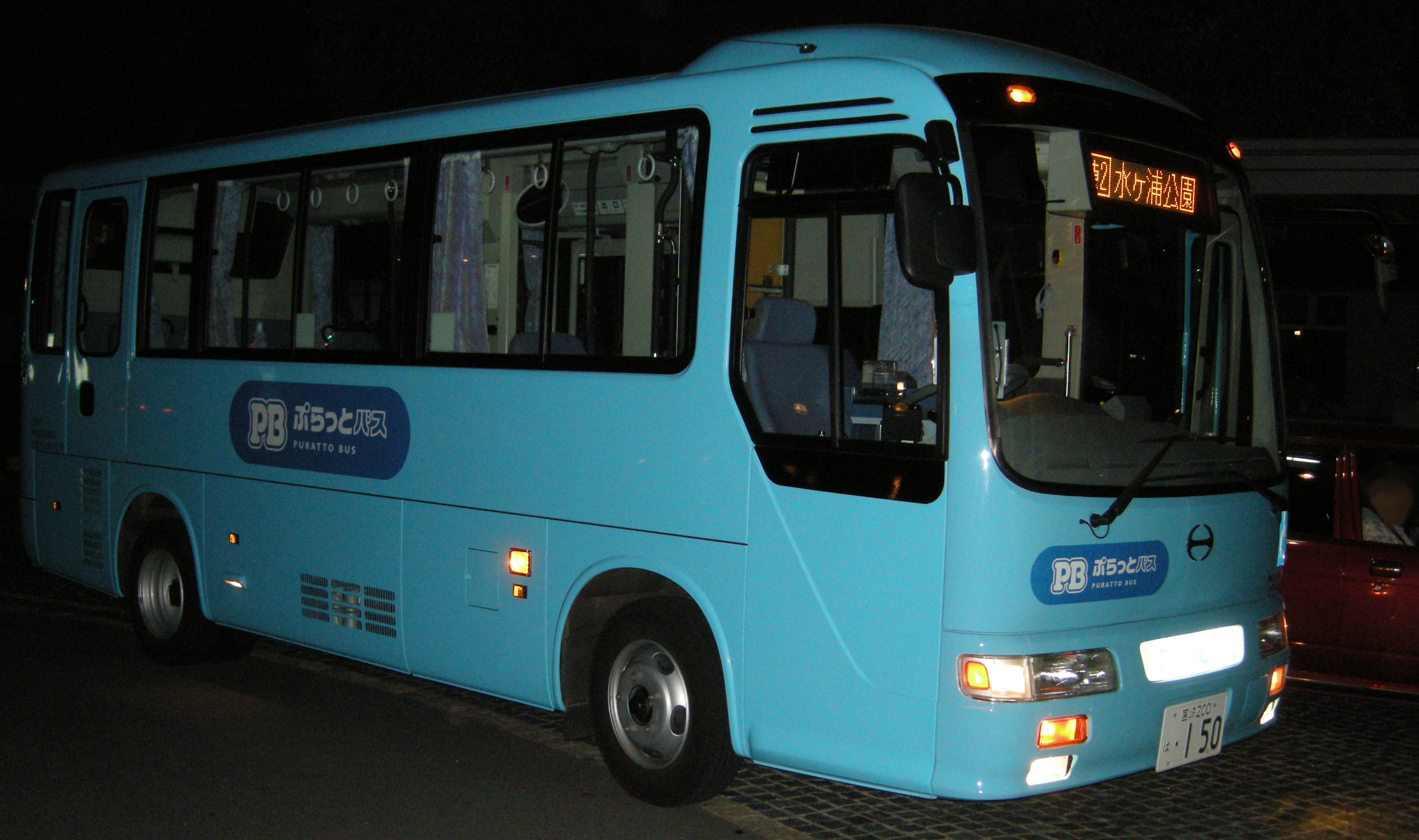
東・南コースの車両
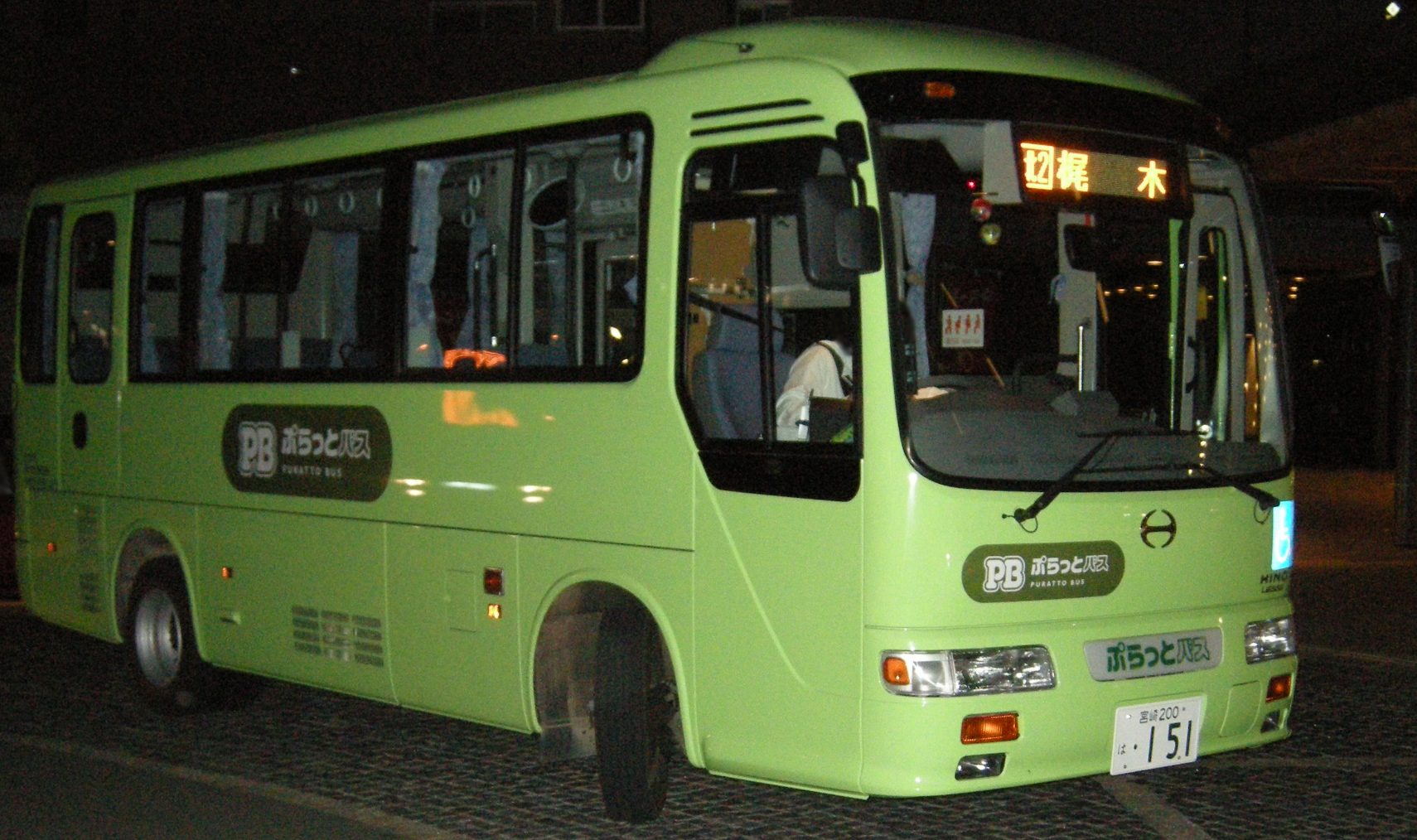
西・北コースの車両

#### 過去の車両
「ぷらっとバス」運行開始から自家用有償旅客運送への移行までは、有限会社HIMAWARIが保有する事業用自動車（緑ナンバー）の三菱ふそう・エアロミディMEを専用車として使用していた。専用デザインは太陽・雲・ひまわりの花・蝶を描いたもので、「ぷらっとバス」の愛称と同様に市民を対象に公募し選考により決定した。

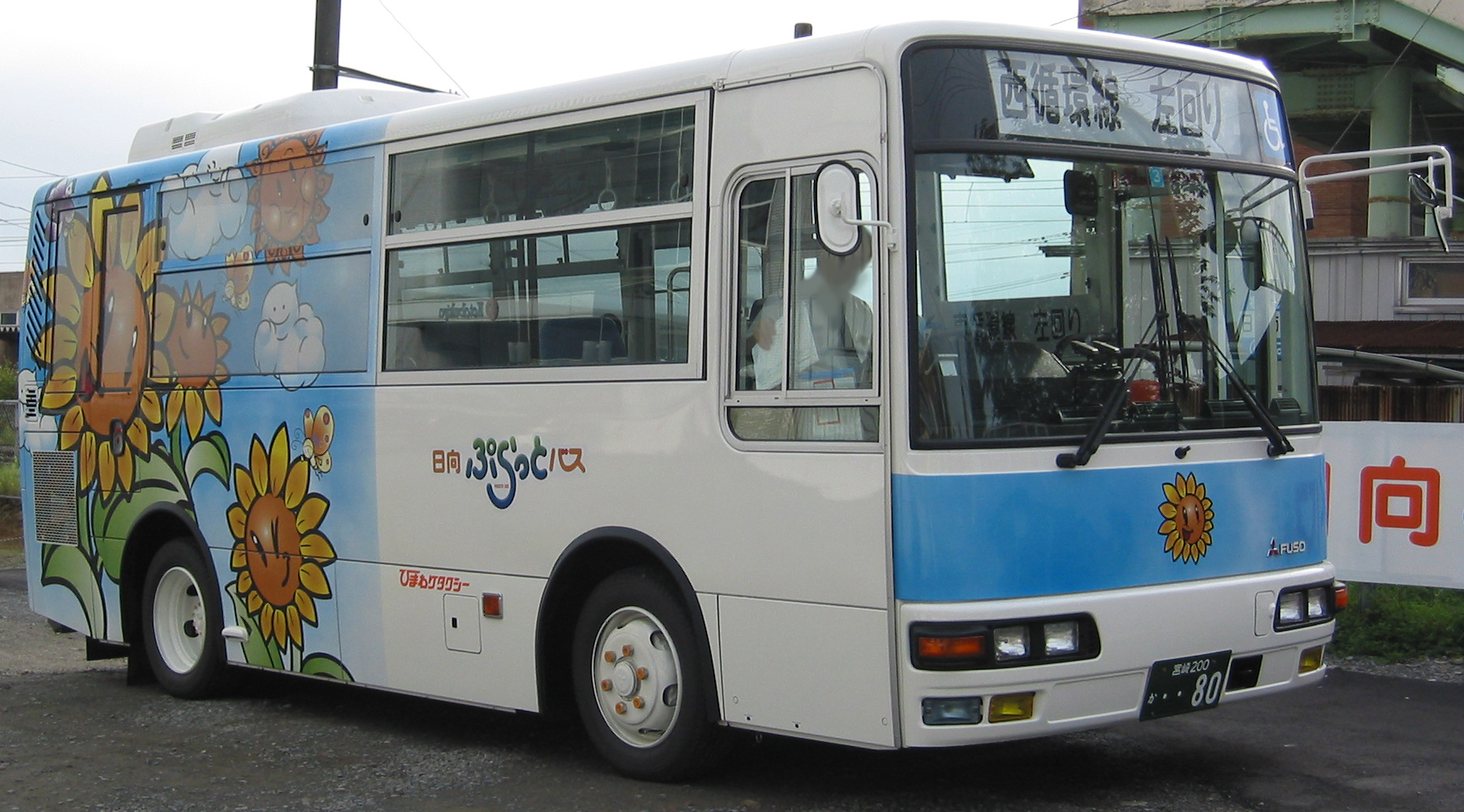
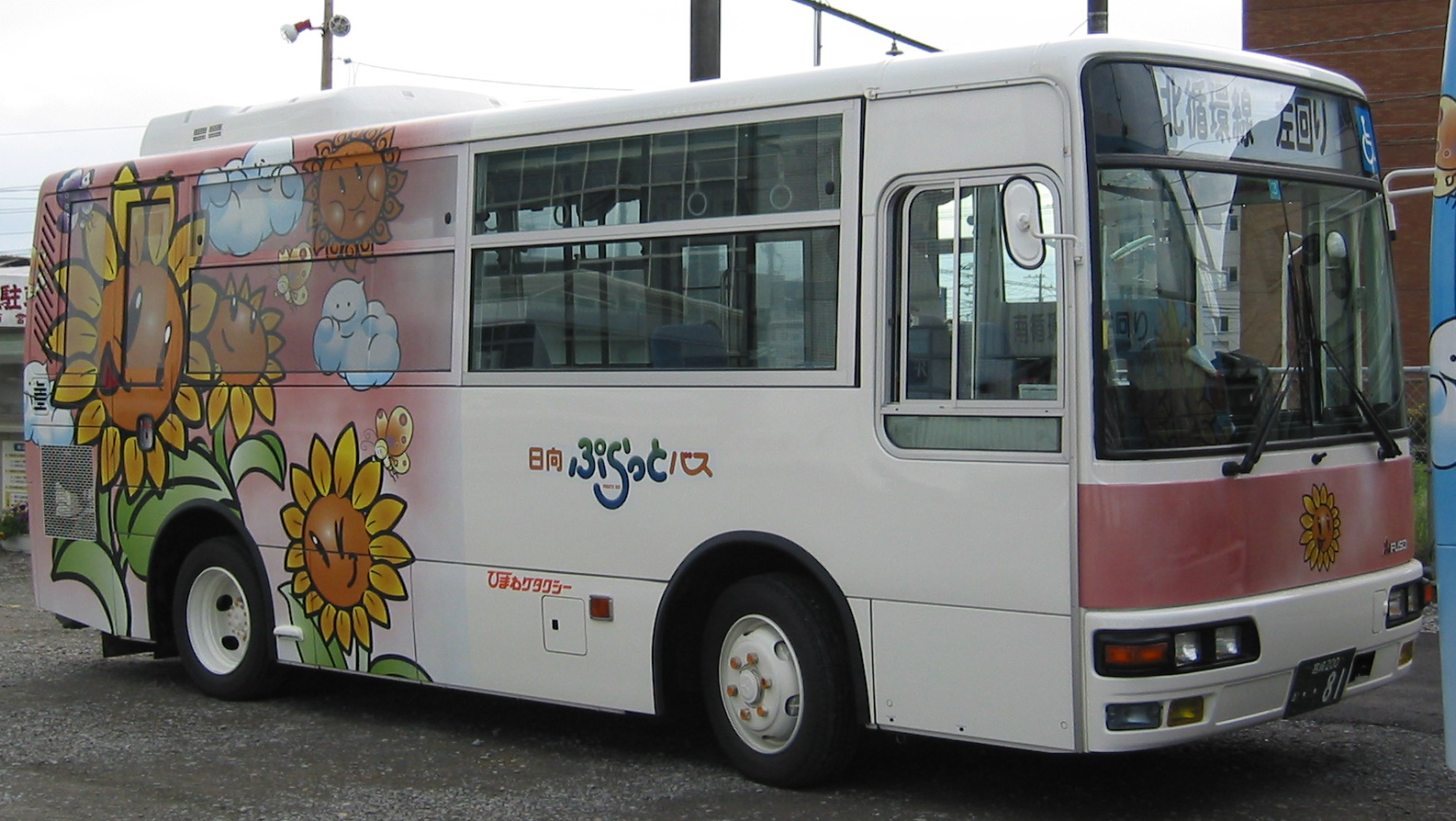

### 南部ぷらっとバス
南部ぷらっとバスの専用車両は、オレンジ色の日野・ポンチョ（1ドアロングボディ）を使用する。